# یورموواتس (شاباتس)
یورموواتس (به صربی: Jevremovac) یک منطقهٔ مسکونی در صربستان است که در شاباتس واقع شده‌است. یورموواتس ۳٬۳۱۰ نفر جمعیت دارد.